# Carlos María de Bustamante
Pour les articles homonymes, voir de Bustamante.
Carlos María de Bustamante (4 novembre 1774, Oaxaca - 21 septembre 1848, Mexico), était un juriste, indépendantiste, historien et politicien mexicain.
À l'âge de douze ans, il étudie la grammaire latine par jeu, puis la philosophie au séminaire d'Oaxaca puis à celui de Mexico avant de revenir à sa ville natale pour y étudier la théologie. En 1796, il étudie le droit à Mexico ainsi que le français, ce qui était assez peu courant à l'époque.
Don Carlos reçoit son brevet d'avocat le 31 juillet 1801 à l'Audiencia de Guadalajara, où il occupe alors un poste auquel il renonce d'ailleurs lorsqu'il reçoit l'ordre de prononcer une sentence de mort. Il défend ensuite brillamment Manuel Alonso López, accusé du meurtre de Lucas de Gálvez, capitaine général du Yucatán, dont il obtient l'acquittement.

## Sources
- (es) Bustamante sur redescolar.ilce.edu.mx
- (en) Encyclopédie Catholique